# Jean-Pierre Sudre

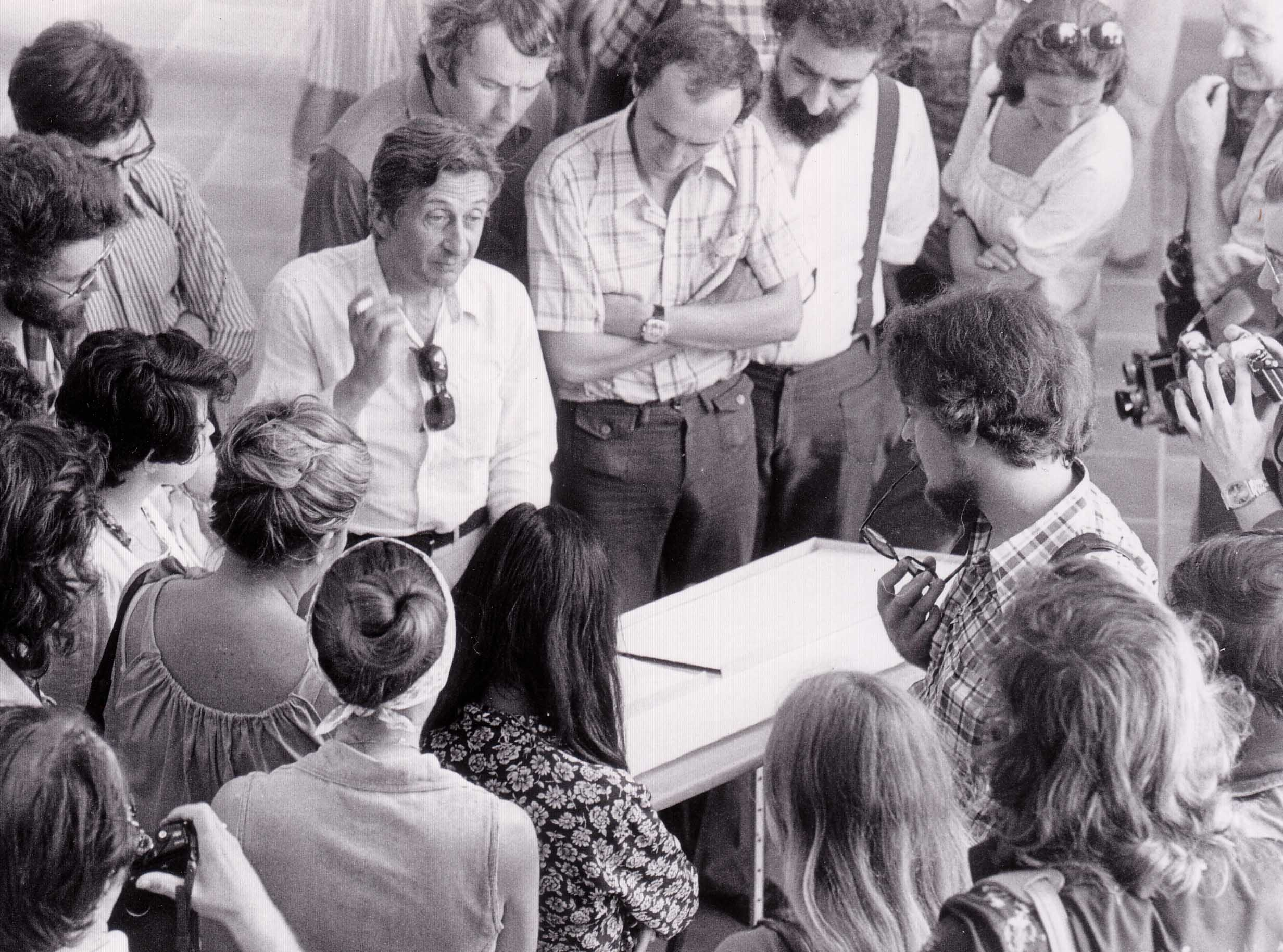
Durante una explicación en 1975.

Jean-Pierre Sudre (27 de septiembre de 1921 - 6 de septiembre de 1997) fue un fotógrafo francés miembro del Club 30 x 40 y defensor de la «fotografía como arte».
Entre 1941 y 1943 estudió en la Escuela de Cinematografía (IDHEC) de París y colaboró en diversas publicaciones. A partir de 1949 comenzó a dedicarse a la fotografía industrial.
Desde que se casó con Claudine la obra fotográfica se puede considerar conjunta y centrada en mayor medida en el tema de lo vegetal en un sentido amplio que incluye desde paisajes a naturalezas muertas o macrofotografías. Se les puede considerar como defensores de la «fotografía como arte» en Francia junto a otros fotógrafos como Jean Dieuzaide o Denis Brihat.
Se encuentra entre los fotógrafos que exploraron a mitad del siglo XX las primeras técnicas fotográficas como calotipos, virados, solarizaciones o la utilización de sales raras en el procesado, lo que unido a la temática  de sus imágenes centrada en objetos de la vida cotidiana proporcionó una visión innovadora de la fotografía que en ese momento se encontraba más centrada en el fotoperiodismo.  
Su trabajo docente hizo que bastantes fotógrafos recibieran sus clases ya que creó el departamento de fotografía en la Escuela Nacional de Fotografía de Arlés e impartió numerosas conferencias por el sur de Francia y en España.
En 1997 fue declarado Oficial de la Orden de las Artes y las Letras.